# Scaphyglottis gigantea
Scaphyglottis gigantea är en orkidéart som beskrevs av Robert Louis Dressler. Scaphyglottis gigantea ingår i släktet Scaphyglottis och familjen orkidéer. Inga underarter finns listade i Catalogue of Life.